# Heraklit Mračni
‎
Heraklít Mráčni (starogrško starogrško Ἡράκλειτος ὁ Ἐφέσιος: Hērákleitos hó Ephésios, starogrško ὁ Σκοτεινός:- hó Skoteinós) tudi Heraklít Éfeški, starogrški filozof, * 535 pr. n. št., Efez, Anatolija, † 470 pr. n. št., Efez, Anatolija.
Heraklit je trdil, da se vse stvari neprestano spreminjajo, kjer je znana njegova misel: »vse teče, nič ne miruje - παντα ρει και ουδεν μεν.« Najbolj stalna stvar v Vesolju je njegova nestalnost. Tudi navidez nespremenljivo Sonce se spreminja. 
Ogenj je bil zanj počelo vseh stvari in edini, ki jih je lahko spreminjal. Vzdevek Mračni je dobil, ker so si njegove zamisli ljudje težko predstavljali. Njegovo delo je ohranjeno le v drobcih. Zaradi njegovega pesimističnega pogleda na življenje so ga klicali tudi »žalujoči filozof«.
Heraklita Mračnega ne smemo zamenjevati z mlajšim filozofom in astronomom Heraklitom iz Heraclei Ponta.